# Lo Hartog van Banda
Lodewijk Hartog van Banda dit Lo Hartog van Banda, né le 4 novembre 1916 à La Haye et mort le 2 février 2006, est un scénariste néerlandais qui a principalement travaillé pour la bande dessinée et la télévision. Dans le monde francophone, il est surtout connu pour avoir scénarisé quelques albums de la série Lucky Luke.

## Prix et distinctions
- 1976 : Prix Stripschap pour l'ensemble de son œuvre

### Documentation
- (en) Bas Schuddeboom, « Lo Hartog van Banda », sur Comiclopedia, 12 avril 2021.